# 世界料理オリンピック
世界料理オリンピック（英語: International Exhibition of Culinary Art、ドイツ語: Internationale Kochkunst Ausstellungor IKA）は4年に一度、ドイツで行われる料理コンテストである。最近では2008年にエアフルトで開催された。
一般的にフランスのボキューズ・ドールが料理界におけるオリンピックと位置づけられているが、ボキューズ・ドール（2年に1回）と違って、4年に一度行われる。

## 歴史
1896年にドイツのシェフ集団が、ギリシア料理を他の国に受け入れられるように世界に向けて提供しようと発案したのが、大会の始まりである。4年後の1900年に、第1回大会がフランクフルトにて、4カ国が参加して行われた。第二次世界大戦中のヒトラーの統治時代には、この大会が中止され、以後International Verband Koche Deutschlandと大会の名称が変えられた。1992年までフランクフルトで開催されていたが、1996年にベルリンに移り、2000年以降はエアフルトで開催されている。
2008年大会では、世界54カ国1,600人以上のシェフが参加した。ノルウェーが優勝し、地元・ドイツが準優勝，3位がスイスだった。優勝したノルウェーのチームについて、カナダチームの監督であるジェーン・ルディック（Jane Ruddick）はノルウェーの優勝は、ノルウェーが国家を挙げて財政面で協力している事を指摘し、「ノルウェーはこの手の料理コンテストに参加するために、多くの莫大なお金を費やして料理人を養成している。彼らはこの大会のために鍛えられた者たちである。我々は仕事以外の自分たちの時間を使って大会に参加している。よって、彼らと同列に論ずる事は出来ない」とコメントを出した。
日本からは、第13回大会（1972年）にキャニーのチームが初参加し、優勝した。

## 競技内容
シェフが多数参加する大会であるため、いくつかの種目（さらに種目の中に多くの部門がある）に分かれて国別に料理の腕を競う。
- 国別対抗（National） - シニア: "レストラン別対抗（Restaurant of Nations）",Competition Category A "調理（Culinary Art）", Competition Category B "調理（Culinary Art）" ，Competition Category "パティシエ（Pâtisserie）"
- 国別対抗（National） - ジュニア: "小料理店・調理スタジオ対抗（Hot Kitchen and Culinary Studio）",Competition Category A "冷製料理（Cold Platter）", Competition Category B "調理（Culinary Art）" ，Competition Category "パティシエ（Pâtisserie）"
- 軍隊対抗（Military）: Competition Category R "レストラン別対抗（Restaurant of Nations）" ，Competition Category B "クッキング（Cooking）"
- 地域別対抗（Community Catering）
- 地方別対抗（Regional）: Category A "調理（Culinary Art）"，Category B "調理（Culinary Art）"
- 個人戦（Individual）: Category A "調理（Culinary Art）", Category B "調理（Culinary Art）", Category C "パティシエ（Pâtisserie）", Category D - "調理と展覧（Culinary Artistry - Cold Kitchen, Showpiece）" ，Category D- "調理と展覧（Culinary Artistry - Cold Kitchen, Showpiece）"